# Morgan 3 Wheeler
Morgan 3 Wheeler — модель компании Morgan Motor Company, трицикл. Выпускается с 2011 года и представляет собой реплику модели three-wheeler, производившуюся до 1939 года.

## Описание
Morgan 3 Wheeler представляет собой трицикл, оснащаемый четырёхтактным двигателем S&S (англ.) X-Wedge V-Twin объёмом 1,8 л. и мощностью 136 л.с. КПП заимствована от автомобиля Mazda MX-5. Элементы шасси и кузовные панели сделаны из дюралюминия. Масса без нагрузки составляет 500 кг.
Отзывы об автомобиле в самой Великобритании оказались достаточно противоречивыми.